# ドライビール
ドライビールは、ビールにおけるスタイルのひとつで、辞書などでは「アルコール度数を従来のビールより高めて、辛口（英語では"DRY"）に仕上げたビール」を定義する。1987年2月に順次発売を開始したアサヒビール（以下「アサヒ」）の『アサヒスーパードライ（以下「スーパードライ」）』を始祖とし、その翌年には同業他社も追随していったため、ドライ戦争とも呼ばれる熾烈な販売合戦・市場占有率争いが行われた。

## 概要
ドライビールには明確な定義はなく、例として『スーパードライ』は副原料として多量に配合したコーンスターチにより、発酵度が高い麦汁を発酵してアルコール度数を高くしたもので、これにより見かけ上の残存エキスが少なくなっている。アサヒによれば、新開発した醸造法や酵母を用いてアルコール度数を高くしたり、味として「コク・キレ」や「辛口」が特徴になっている。また、原料に占める麦芽の割合を低くすることもアルコール度数を上げている。この『スーパードライ』のような要素が含まれたビールがドライビールとされる。しかし明確な定義がないことから上記以外の条件や要素を含むドライビールもあり、事例として1989年には麦芽比率を高めた商品も各種発売された（後述）。
『スーパードライ』の最も大きな香味特徴は、「強い酸味」である。この酸味は、『スーパードライ』に含まれる乳酸に由来する。日本の酒税法、酒税法関連法規では、全酒類に対して「発酵を助成促進し又は製造上の不測の危険を防止する等専ら製造の健全を期する目的で、仕込水又は製造工程中に加える必要最小限の物品」として、乳酸などの有機酸と硫酸カルシウムなどの無機塩類を添加することが認められている。しかも、これらの物品は、「原料として取り扱わない」ので、表示する義務がない。『スーパードライ』においてどのように乳酸量が高められたのは不明である。
公正取引委員会と消費者庁が認定するビールに関する公正競争規約「ビールの表示に関する公正競争規約」にもドライビールに関する規定はない。アサヒの幹部技術者は、分析値によってドライビールを定義できない、と述べている。
1988年はドライビールの宣伝・販売競争が激化していたことで、テレビ・ラジオ・新聞・雑誌などあらゆる媒体に「ドライ」の表現が使用された。これをマスコミは「ドライ戦争」と表現して盛んに用いたことなどにより、1988年の新語・流行語大賞流行語部門で「ドライ戦争」は銀賞を受賞した。
一部商品は日本国外でも展開しており、『スーパードライ』は北米・欧州・アジアで現地生産・販売が行われている（詳細は「アサヒスーパードライ#日本国外展開」を参照）他、韓国のハイトビールから『ハイト ディー（hite d）（ドライ戦争の頃には『クラウン スーパードライ』という商品を販売）』が発売されるなど、海外メーカーでもドライビールを製造する企業がある。
他のアルコール飲料、発泡酒・第三のビール・チューハイ・日本酒でもドライの要素や表現を用いた商品が展開されている。発泡酒ではサントリー「MDゴールデンドライ」が、第三のビールでは麒麟麦酒（以下「キリン」）「本格〈辛口麦〉」やサントリー「ジョッキ生 -爽快辛口-」やオリオン「スペシャルエックス」が、チューハイではサントリー「サントリーチューハイ〈ドライ〉」や宝酒造「タカラ 焼酎ハイボール ドライ 辛口チューハイ」などがドライタイプに分類されている。日本酒では大関「ワンカップ大関DRY」や黄桜「黄桜生DRY」、白鶴酒造「ハクツルDRY」などが発売されていた。
ドライの表現はアルコール飲料以外の商品にも用いられ、ソフトドリンクでキリンビバレッジ「キリンレモンドライ」（1988年）、サントリーフーズ「ペプシドライ」（2011年）を発売した。またファストフードでファーストキッチン「ドライバーガー」などの発売やカップ麺で東洋水産「マルちゃん金色のどらいカレーラーメン」（1988年）などの発売事例がある。

## 歴史

### スーパードライ発売
1980年代前半から中盤にかけて低迷していたアサヒは、村井勉の社長就任以後にさまざまな改革を行う中、1984年と1985年の市場調査で「消費者はビールに“軽快”“飲みやすさ”“コク・キレ”を求めている」ことを集計し、それを基に味を刷新した『アサヒ生ビール』を1986年に発売。「コクキレビール」の通称で呼ばれた同商品の売れ行きによって、シェア10%台に回復した。この「コク・キレ」のコンセプトを進展させたのが、世界初の辛口ビールとして1987年に発売された『スーパードライ』である。新しい日本の食生活に対応した、軽快で飲みやすいビールを目指して開発されたもので、生産は品質の安定や向上を目指して新しい「商品規格」や「製造技術標準」を導入し、CMには国際ジャーナリストの落合信彦を起用。発売と同時に製品の確保と出荷調整に苦労するほど売れる状態となった。同年の販売数量実績は1350万ケースで、それまでサントリーのモルツが持っていた新商品初年度の販売記録200万ケースを大幅に更新し、同年12月26日の日経流通新聞「62年ヒット商品番付」において『スーパードライ』は1987年の東横綱に選ばれる程の大ヒットとなった。

### ドライ戦争
『スーパードライ』のネーミングに用いられた「スーパー」は、根拠も無く商品を優れていることを誇示し、優良誤認のネーミングで「ビールの表示に関する公正競争規約」に違反していた。アサヒも当初から違反を認識していた。そこで、銀行から派遣されていた当時の社長（樋口）が、大蔵省から天下っていた専務（竹山勇治）に大蔵省への工作を命じた。大手ビール会社の業界団体であるビール酒造組合が大蔵省へ、公正取引委員会の裁定を仰ぐことを事前に相談に行った。すると、大蔵省はビール酒造組合に対して、事を荒立てずに更に話し合うようにと指導した。アサヒビールの工作が功を奏し、『スーパードライ』は使われ続け、後にアサヒは、「スーパーイースト」も発売した。
『スーパードライ』のヒットを受け、この状態に歯止めをかけるべく競合3社も追随して、翌1988年1月にドライビールの発売概要を発表。これに対し、アサヒは1月に知的所有権侵害の問題として「名称・ラベルが『スーパードライ』に似すぎており消費者に誤解を与える」という抗議文を内容証明でキリンとサッポロビール（以下「サッポロ」）に送付するなど、ドライビールの名称について議論（ドライ論争）が行われたが、競合各社が名称変更しアサヒ側が譲歩したことで同月中に収束した。この論争が加熱して新聞などで報じられたことで、ドライビールに関する消費者の認知度が高まった。2月以降、各社からドライビールが発売された。他社のドライビール発売が『スーパードライ』新発売から約1年遅れた理由として、ビール新商品の開発・試作・生産には時間が掛かることや、1980年代において主力新商品の発売は本格シーズン到来前の春が恒例であったことが挙げられている。アサヒ以外の3社の動向は次の通りだった。
キリンビール
1988年2月22日に『キリンドライ』（CMに俳優のジーン・ハックマンを起用し、CMソングにはミュージシャンの鈴木雅之を起用）、1989年4月に麦芽100%のオールモルト生ドライビール『キリンモルトドライ』を発売。販売数量はキリンドライが1988年4000万ケース、1989年1750万ケースで、モルトドライが1989年350万ケース。しかし『スーパードライ』の独走を止めることはできず、1988年にはそれまで維持していた日本国内シェア50%を割っている。
サッポロビール
1988年2月26日に『サッポロドライ』（CMに吉田拓郎、広岡達朗、石田えりを起用）を発売。販売数量は1988年2300万ケース、1989年950万ケース。しかし、それまでの同社のファンからは不評で発売2年足らずで生産を中止。さらにドライ感を強めた『サッポロハーディ』や『サッポロクールドライ』を1989年に発売するも、短期間で生産を終了している。
サントリー
1988年2月23日、『サントリードライ』を発売。販売数量は1988年1300万ケース、1989年750万ケース。差別化戦略としてアルコール度数を5.5%に高めた『サントリードライ5.5』も発売し、CMにボクサーのマイク・タイソンを起用したことが話題になった。販売数量は1988年200万ケース。その一方『モルツ』のCMでは「私はドライではありません」と謳っていた。1989年には二条大麦と六条大麦のダブルモルトを使用した麦芽100%ドライの『冴』を発売し、こちらは和風のイメージで差別化を図った。
各社が発売したドライビールは想定以上の需要が押し寄せ2月下旬には品不足状態となったが、アサヒは前年から需要拡大の販売計画を立て供給力に余裕があったことから、他社の潜在需要も在庫があった『スーパードライ』に流れた。さらにアサヒは生産能力の向上に努め、『スーパードライ』に傾斜した生産体制をとり、他社も独走体制の阻止を図るためにドライビールの生産増強や販促・宣伝活動に注力した。この状態をマスコミは「ドライ戦争」と表現して盛んに用いた（前述）。
ビール業界の間では、前述のように先々を見据えた展開を行ったアサヒがドライ戦争の勝者となると序盤戦から予想されていた。同年6月27日、アサヒは新聞各紙において『スーパードライ』の広告掲載を行い、「この味が、ビールの流れを変えた。」の表現が事実上の“ドライ戦争の勝利宣言”と捉えられて大きな反響を呼んだ。
同年夏の需要期にはアサヒを含めた各社ドライビールの品薄状態が目立つようになっていたが、夏商戦も引き続きアサヒが有利に展開した。その結果が明らかになり始めた8月終盤から新聞において「ドライ人気は一時的」「ドライ人気に秋風!?」「ドライにかげり?」といった見出しが目立つようになり、競合他社はドライビールは一過性のブームと捉えていたことから、同年後半はドライ偏重戦略を改めて従来の主力商品に力を入れたり、新たな次期主力商品を模索し始めるなど、アサヒ以外の各社はドライビール戦争から戦線離脱した状態となった。
他社が発売したドライビールの売上で1988年は従来の新製品と比べると好調の部類に入り、1988年のドライビール市場は1億5000万ケースの規模となり全ビール市場における割合は前年の3%（アサヒのみ）から34%（全社合計）と急上昇した。一方でドライ以外の銘柄が売上低下する共食い現象も発生したり、前年に「ドライビール＝スーパードライ」のイメージが消費者にて形成されていたことで、他社がドライビールを宣伝しても客は元祖の『スーパードライ』に流れる状況となっていた。
結果的に時代の新たな潮流を生むと確信してドライビールに取り組んだアサヒが圧倒的支持を受け、1988年の販売数量実績で7500万ケースを記録した『スーパードライ』の勝利でドライ戦争は終了した。この好影響を受け、同年のビール市場占有率でアサヒはサッポロを抜き2位に上昇した。
ドライ戦争は他にも影響を及ぼしており、亀田製菓の柿の種はビールに合うおつまみとして需要が拡大・定着するなどの要因で、同時期において売上は3倍弱の伸び率を記録した。

### ポスト・ドライ戦争

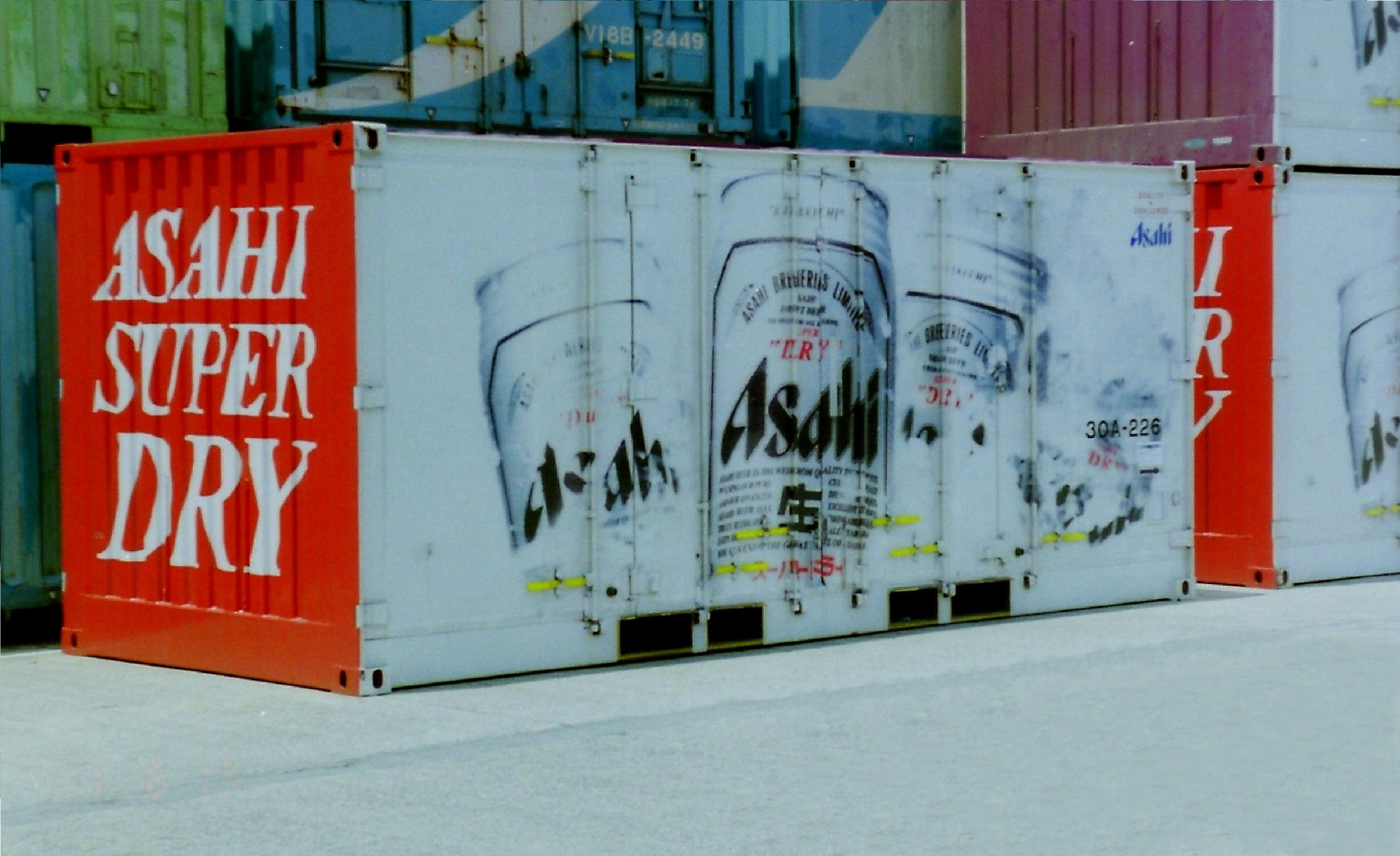
1997年に、JR貨物所有の鉄道コンテナとタイアップして全国展開した、ラッピングコンテナ。
※反対側面も同じである。
（大阪府／元、梅田貨物駅にて、1997年6月13日撮影。）

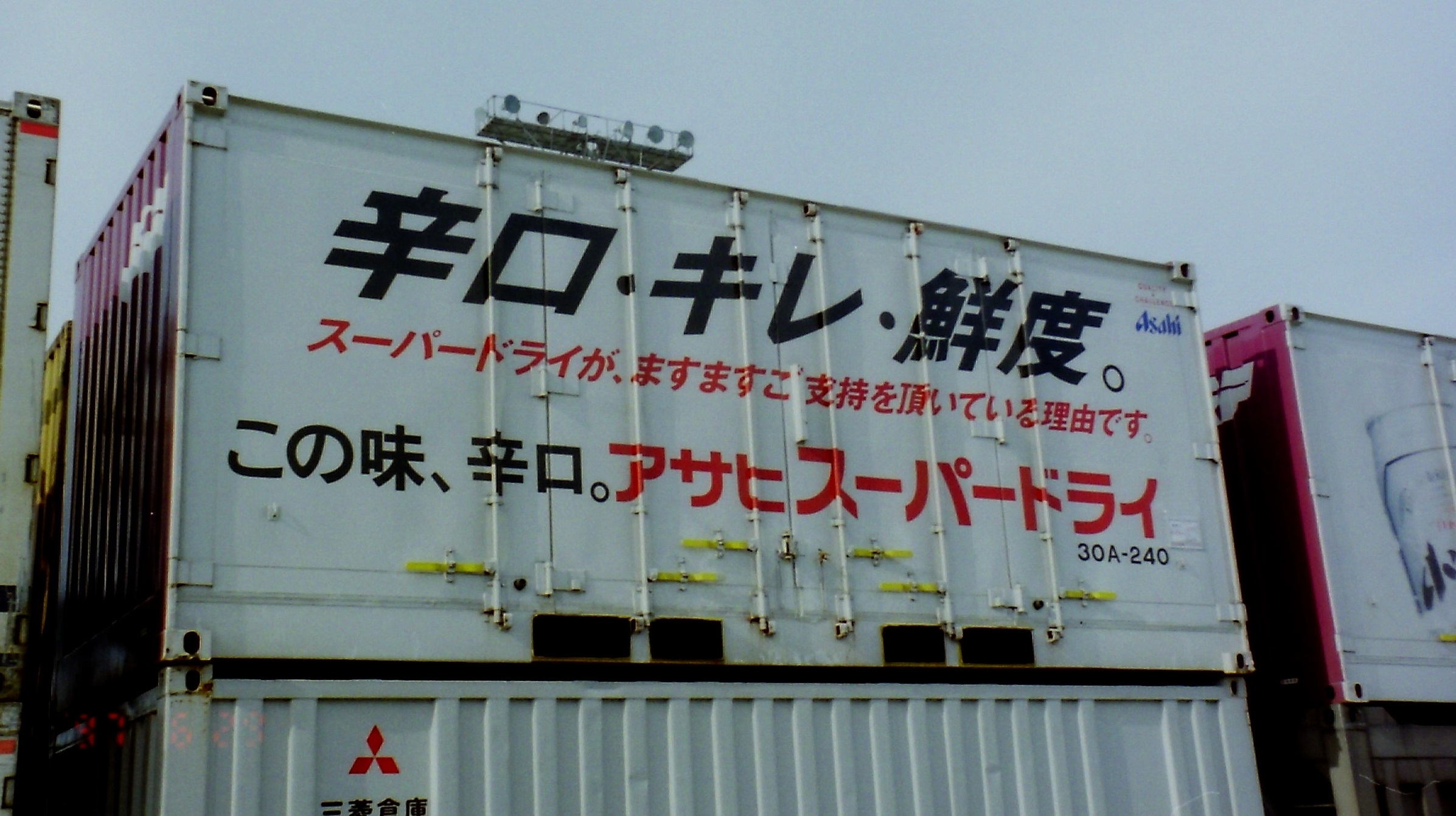
1997年に、JR貨物所有の鉄道コンテナとタイアップして全国展開した、ラッピングコンテナ。
※反対側面も同じである。
（福岡県／福岡貨物ターミナル駅にて、1997年6月撮影。）

ドライ戦争後の1989年において、ドライビール市場の規模はあまり変化せず、販売数量全体の2/3が『スーパードライ』で他銘柄は大幅に減少した。1990年代以降も『スーパードライ』を主体としたドライビールは消費者に定着したビールのひとつになっており、ドライビール市場は1988年から2010年代において1億ケース以上の規模と需要を継続している。
ドライ戦争の勝者となったアサヒは引き続きドライビールに固執・集中した展開を進め、『スーパードライ』が一時期停滞したものの1993年から2000年まで成長を続け、2000年代後半から2010年代前半においてもビール類市場において高い比率を誇る定番ブランドとなっている。
ドライ戦争で敗者となったアサヒ以外の各社は発泡酒や第三のビールにチャンスを見いだしていくことになる。
発泡酒市場において、1990年代後半までに他社は参入して活発な展開を行う中、同社だけ参入が2001年と遅れたのは麦芽使用率の低い節税型発泡酒が『スーパードライ』と類似する面から競合の可能性によって躊躇したり難色を示したとされる。実際にアサヒ初の発泡酒「本生」発売後の初期段階で『スーパードライ』の売上が10%以上減少し、自社製品同士の競合状態となっていたが、結果的に本生効果（2001年発泡酒シェアでアサヒ2位）によって2001年のビール類（当時はビールと発泡酒が該当）市場占有率においてアサヒがキリンを抜き首位となった。
一方で、他社においては、発泡酒でドライタイプの製品を発売している。サントリー「ホップス ドライ（1995年5月）」「スーパーホップス マグナムドライ（1999年発売。数回リニューアルされ、最終的に「MDゴールデンドライ」となった）」や、サッポロ「冷製辛口（2000年発売）」「きりっと 新・辛口〈生〉（2002年発売）」や、キリン「常夏〈生〉 -エクストラドライ-（2001年夏季限定）」が発売されていた。アサヒにおいても、「ドライ」や「辛口」の表現はされていないが、「スパークス（2003年発売）」や「クールドラフト（2009年発売）」という名称で、ドライ系発泡酒の販売を行っていた。

また、第三のビールにおいても、同様の製品が発売され、キリン「本格〈辛口麦〉（2010年発売）」やサントリー「ジョッキ生 -爽快辛口-（2010年のリニューアル（当時の名称は「ジョッキ　のみごたえ辛口〈生〉」）より辛口タイプに変更）」やサッポロ「ダブルドライ（2007年発売/2008年製造終了）」が発売されている。
2000年代に入って、サントリーが使用していた『スーパーマグナムドライ』（発泡酒）、『スーパーチューハイドライ』（缶チューハイ）などの名称が、『スーパードライ』に酷似との理由で、アサヒが商品名の使用中止を求め警告書をサントリーへ郵送。これで解決しなかったためアサヒがサントリーを提訴し、それに対しサントリーが「営業上の信用を害された」との理由でアサヒを逆提訴した問題が発生したが、サントリーが2003年5月末までに表記を変更することで和解し、サントリーの逆提訴についてもアサヒとの和解が成立し、両社は相手方に対する損害賠償請求を放棄した。
ドライ戦争のように、アサヒが新要素を前面に出した新商品を発売し、好調な売上を記録して新たな市場が形成され先行優位状態となった後に他社が同類の新商品で追随するパターンは2000年代後半にも発生しており、機能性発泡酒で「糖質ゼロ」を前面に出した「アサヒスタイルフリー」を2007年3月に発売し好調であったことから2008年にはキリン「キリンゼロ」、サントリー「ゼロナマ」、サッポロ「ビバライフ」が発売されており、この事例を一部では「糖質ゼロ戦争」と表現している。